# Desa Mulyasari (administrativ by i Indonesien, Jawa Tengah)
Desa Mulyasari är en administrativ by i Indonesien.   Den ligger i provinsen Jawa Tengah, i den västra delen av landet, 240 km sydost om huvudstaden Jakarta.